# Leuchtturm Daugavgrīva
Der Leuchtturm Daugavgrīva (lettisch Daugavgrīvas bāka) befindet sich in Daugavgrīva (deutsch Dünamünde) an der Rigaer Bucht der lettischen Ostseeküste. Der letzte Leuchtturm wurde 1956 am Fluss Düna erbaut. Aufgrund der Änderung des Flusslaufs wurden im Laufe der Geschichte mehrere Leuchttürme gebaut, abgerissen oder zerstört und wieder aufgebaut.

## Geschichte
Schon im 13. Jahrhundert nutzten Seeleute den Turm des Klosters Dünamünde als Bezugspunkt für die Passage der Flussmündung. Bereits 1536 wurde eine beleuchte Holzbake erwähnt. Am Anfang befand es sich auf dem Gebiet des heutigen Stadtteils Vecāķi (deutsch Bad Magnushof, Wezaken oder Wetsanck Dorf) ein Signal, aber als der Fluss im 16. Jahrhundert sein Bett wechselte, wurde eine Navigationshilfe an der neuen Mündung der Düna (Neumünde) errichtet und ist bereits 1536 auf der Karte von Riga abgebildet. Am 5. Dezember 1582 erteilte Stephan Báthory, König von Rzeczpospolita, den Befehl, in Daugavgrīva einen Leuchtturm zu bauen. Im 17.–18. Jahrhundert erschienen die ersten Navigationszeichen direkt an der Mündung. 1721 wurde es in der Liste der Leuchttürme in den an das Russische Kaiserreich angeschlossenen Gebieten erwähnt. Der erste Leuchtturm an der Stelle des jetzigen am Westufer wurde 1788 von den Schweden als Holzturm gebaut, genau dort, wo auch die heutige Dünamündung ist. Auf dessen Spitze brannte ein Holzfeuer auf einer eisernen Feuerschale. 1812 wurde an diesem Leuchtturm noch ein Semaphor installiert. 1818 wurde ein neuer hölzerner Leuchtturm gebaut. Es war ein achteckiger, konischer, 31 Meter hoher Turm mit einem Mauerwerksfundament. Die mehrflammige Leuchtturmlampe wurde mit Rapsöl betrieben und erstmals am 15. Juni 1818 angezündet. Während des Krimkrieges 1854 wurde der obere Holzaufbau des Turms abgerissen. Stattdessen wurden Kanonen auf das Mauerwerksfundament gesetzt, um auf Schiffe der britischen Royal Navy zu schießen. 1856/1857 wurde ein temporärer Leuchtturm gebaut, der sechs Jahre stand. 1863 wurde ein vorgefertigter Gusseisenturm auf Granitsockel (Höhe 31 m) installiert. Die Details des Turms wurden von Chance Brothers in Birmingham hergestellt, der lichtoptische Apparat mit einer Fresnellinse wurde von der französischen Firma Soter geliefert. Es gab 2 Lichter im Leuchtturm – ein weißes Blitzfeuer und darunter ein rotes, kontinuierliches Feuer, das eine geringere Reichweite als das erste hatte. Der Leuchtturm war ursprünglich rot, später jedoch weiß und die Laterne grün gestrichen. 1912 wurde der Leuchtturm renoviert und die Beleuchtungsanlage durch Acetylenbrenner ersetzt.

### Erster Weltkrieg
Dieser Leuchtturm stand bis zum Ersten Weltkrieg, wurde aber 1914 gelöscht und 1917 vom russischen Militär, auf dem Rückzug von Riga nach Osten, gesprengt. Die Deutschen, die nun das Gebiet besetzten, bauten einen provisorischen Holzturm von etwa 30 m Lichthöhe. Da sich auf dem Leuchtturm auch ein Maschinengewehrnest befand, wurde es von französischen und britischen Schiffen beschossen und am 15. Oktober 1919 durch die Westrussischen Befreiungsarmee niedergebrannt.

### Zwischenkriegszeit
1920 beschloss die Hafenbehörde von Riga, einen neuen Leuchtturm zu bauen. Im Juli begannen die Bauarbeiten an der Stelle des alten. Die Arbeiten endeten am 11. Juni 1921 und der Leuchtturm begann am 1. Oktober zu arbeiten. Er wurde nach der Unabhängigkeit Lettlands, in der Zwischenkriegszeit, als weißer Stahlbetonturms errichtet. Anfang 1921, dessen Höhe zusammen mit der Laterne 32 m betrug. Der Turm war im unteren Teil (bis zur 13-m-Marke) achteckig, darüber rund. Der Innendurchmesser des Turms betrug 3,25 m. Der Leuchtturm war mit einer rotierenden schwedischen Leuchte von AGA mit einem Acetylenbrenner (AGA-Fyren) und vier Scheinwerferlinsen ausgestattet (der Brenner wurde 1926 ersetzt). Die Höhe des Feuers betrug 33,5 m über dem Meeresspiegel.
Seit dem Ersten Weltkrieg und nach der Proklamation der Republik Lettland, als das damalige „Lettische Ministerium für Handel und Industrie“ die Küstenbeleuchtung von der russischen Besatzungsmacht übernahm, bis zum Ende des Zweiten Weltkriegs, wurden die Wartung aller Leuchttürme der Dünamündung von Kapitän Jānis Drēziņš (1868–1948) überwacht.

### Zweiter Weltkrieg
Pioniere der deutschen deutsche Infanterie sprengten den Leuchtturm am 11. Oktober 1944 auf dem Rückzug nach Westen in die Luft.

### Nachkriegszeit
Im Jahr 1945 wurde ein provisorischer 20-Meter-Leuchtturm aus einer Holzkonstruktion gebaut, der 1956 durch einen Sturm zerstört wurde. Glücklicherweise hatte man zwei Jahre zuvor mit dem Bau eines neuen Leuchtturms aus massivem Beton begonnen, der am 2. Februar 1957 in Betrieb genommen wurde. Es ist ein zylindrischer Betonturm auf einem viereckigen 6-Meter-Sockel. Es ist ein runder Mauerwerksturm mit großen schwarzen und weißen Streifen, doppelter Galerie und schwarzer Laterne. Die Wände sind 18 cm dick und der Innendurchmesser des Turms beträgt 4 Meter. Die Gesamthöhe des Leuchtturms liegt bei 35 Meter. In die Metalllaterne wurde ein EVM-930-Gerät eingebaut. Der Leuchtturm wurde am 2. Februar 1957 in Betrieb genommen. Da er von Anfang an elektrifiziert war, läuft er automatisch. In den Jahren 1980 bis 1990 wurde die Beleuchtungsanlage mehrmals modernisiert.
Derzeit ist der Leuchtturm für die Öffentlichkeit zugänglich, wobei die obere Aussichtsgalerie über 150 Wendeltreppenstufen zu erreichen ist.

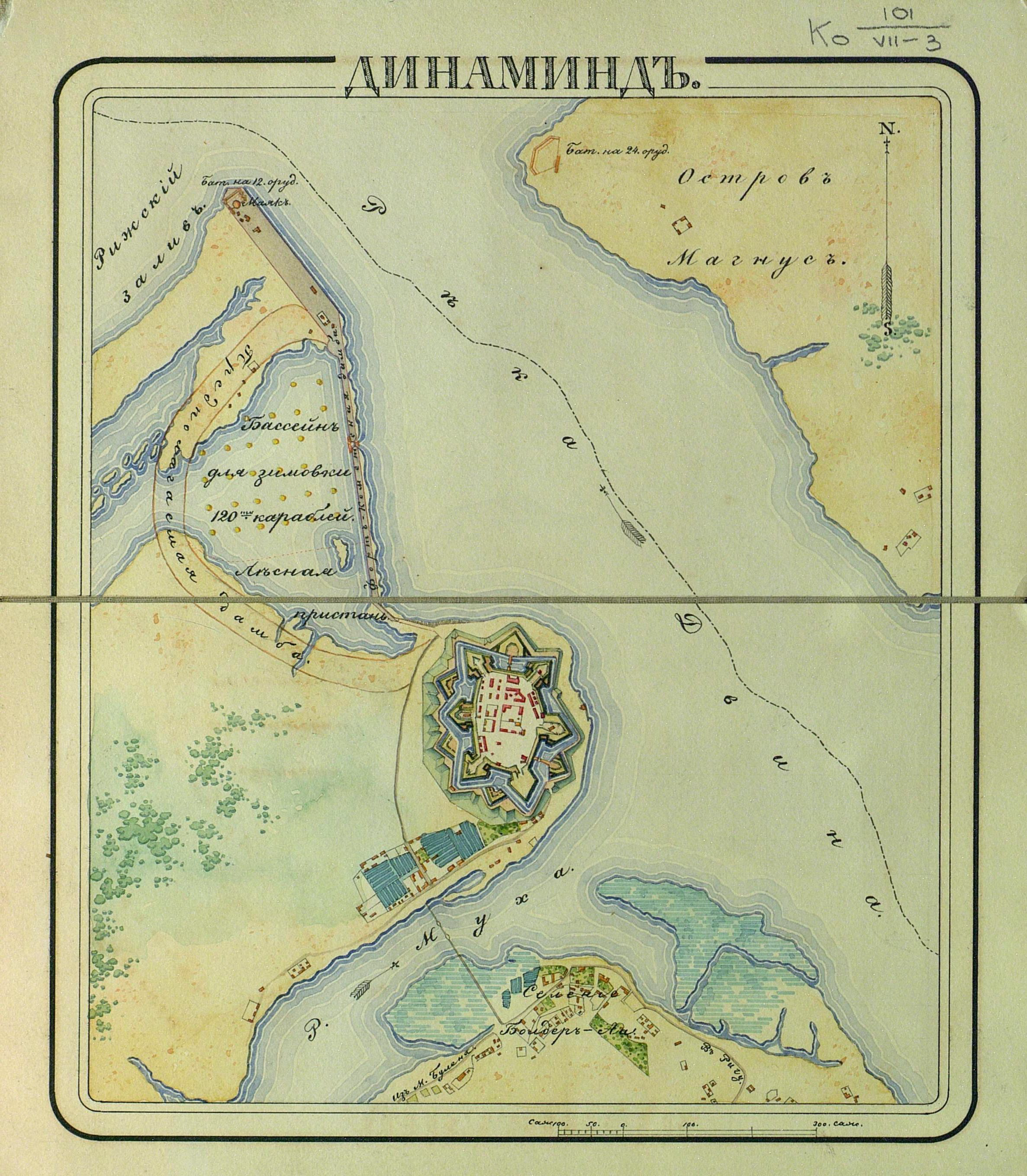
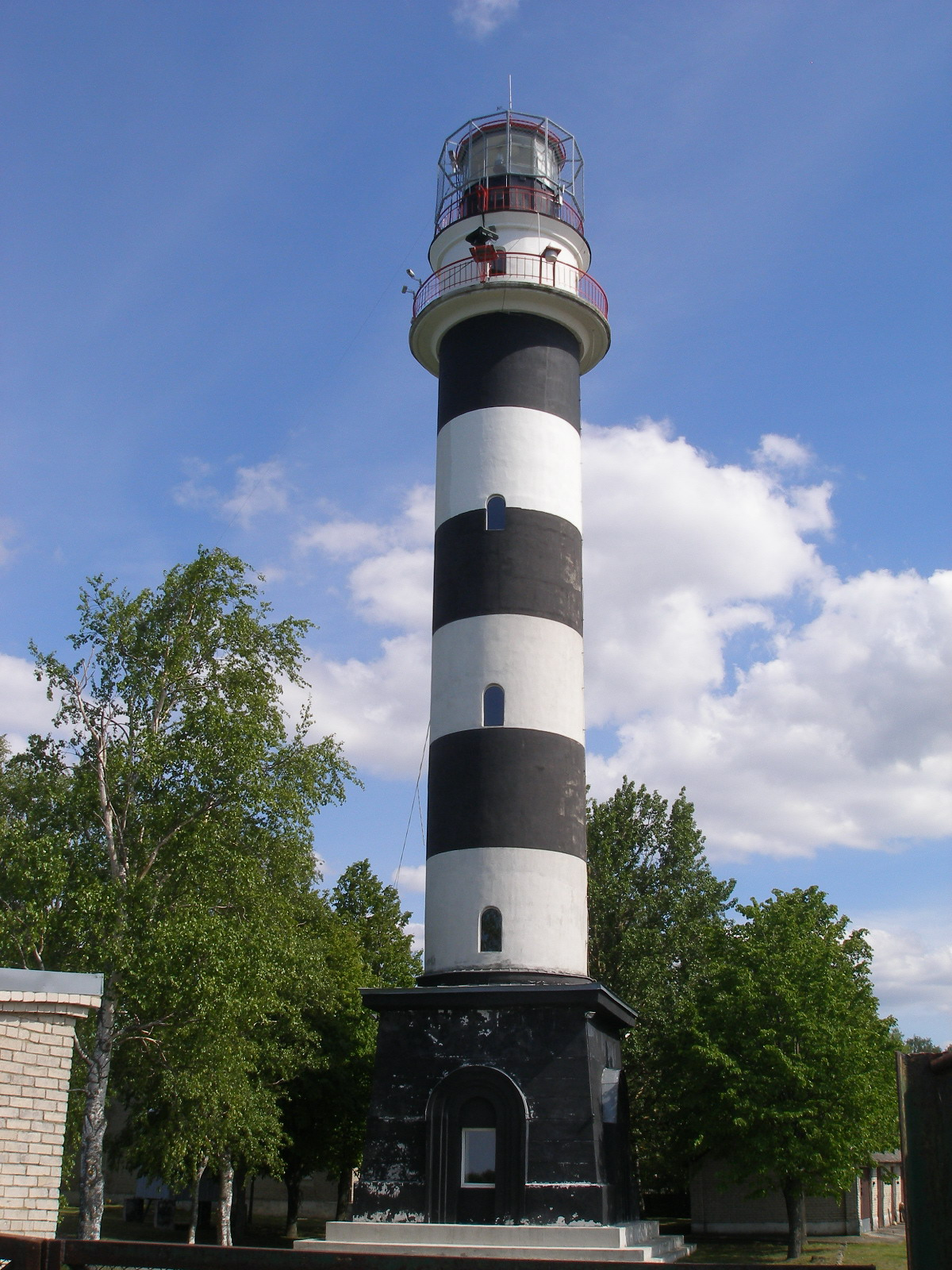
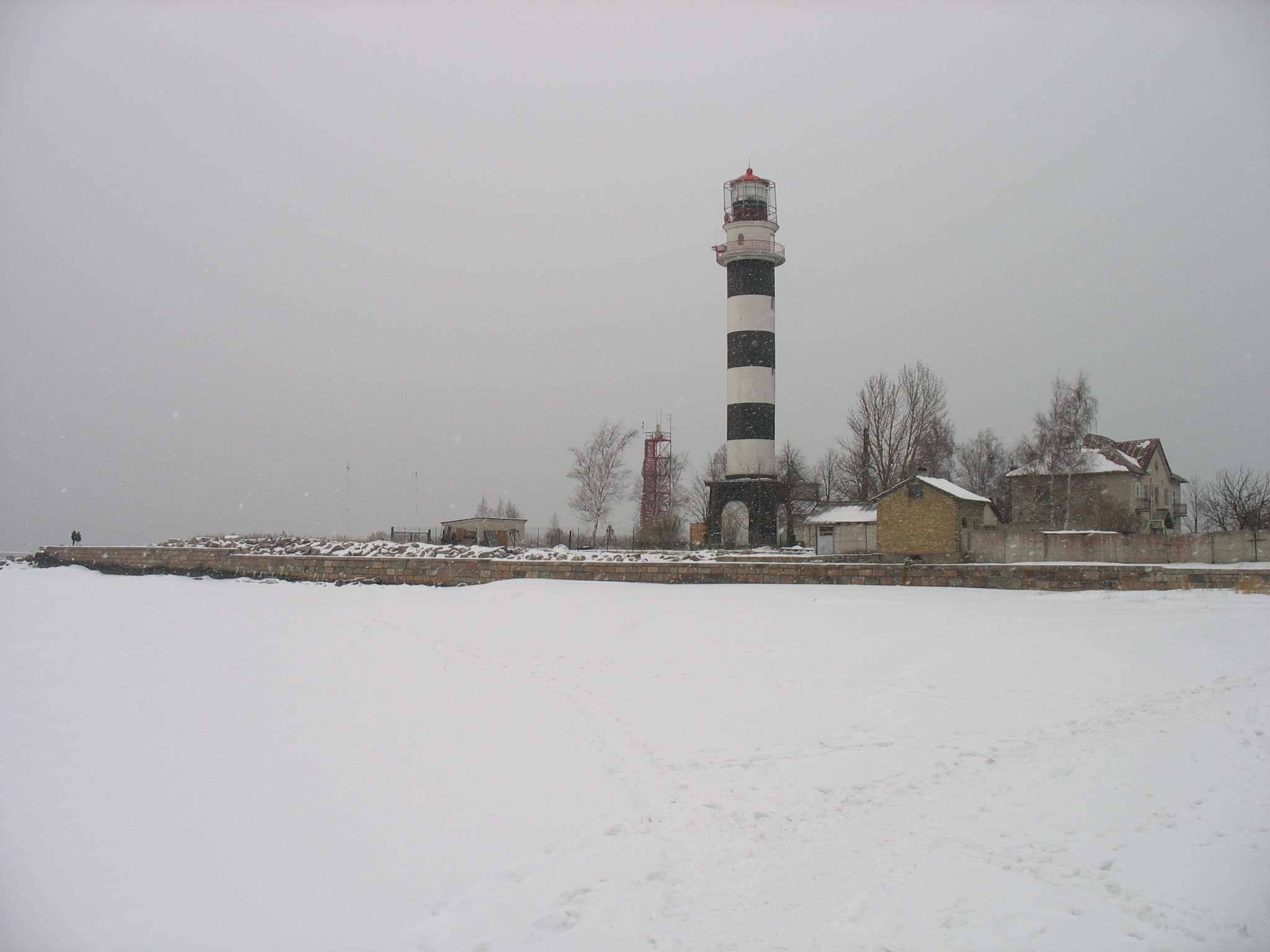